# Mike Varney
Pour les articles homonymes, voir Varney (homonymie).
Mike Varney est un producteur de musique américain. Il est connu pour avoir créé le label Shrapnel Records qui a eu une influence importante sur le heavy metal dans les années 1980. Il a notamment lancé des musiciens comme Yngwie Malmsteen et Ron Thal.